# 何文輝
何 文輝（か ぶんき、至正元年（1341年）- 洪武9年6月9日（1376年6月26日））は、元末明初の軍人。字は徳明。本貫は滁州。

## 生涯
至正13年（1353年）、朱元璋が滁州を下すと、文輝はかれに庇護された。文輝はその養子となり、朱姓に改め、道舎と呼ばれた。天寧翼元帥として寧国を守り、江西行省参政に進んだ。たびたび江西に進入したが、州県を下すことはなかった。新淦の鄧仲廉を討ち、これを斬った。安福を救援し、饒鼎臣を撃退し、山尖寨を平定した。徐達の下で淮東を奪取し、平江を下した。行省左丞に進み、何姓にもどした。
胡美の下で征南副将軍として江西から福建に進入した。杉関を越え、光沢に入り、邵武・建陽を巡って、建寧に進んだ。元の同僉の達里麻と参政の陳子琦が門を閉ざして抗戦したので、文輝は胡美とともに建寧を攻撃した。10日を過ぎて、達里麻は抗戦をあきらめ、夜間にひそかに文輝の陣営を訪れて、降伏を願い出た。朝方になって、総管の翟也先不花もまた文輝に降伏した。胡美は両人が自分の陣営を訪れなかったことに怒って、城内を皆殺しにしようとした。文輝は胡美のもとに駆けつけて、「公とともに命を受けてここにいたったのは、民衆を安心させるためです。今はすでに降ったのに、どうして私怨で人を殺しましょうか」と諫めたので、胡美は取りやめた。軍が入城すると、いささかも略奪することがなかった。汀州・泉州の諸州県はこのことを聞いて、みな相次いで帰順した。
洪武帝（朱元璋）が汴梁に赴くと、文輝は召し出されて扈従し、河南衛指揮使となり、汝州の敵の残党を平定した。徐達の下で陝西を攻略し、潼関の留守をつとめた。洪武3年（1370年）、大都督府都督僉事に任じられ、指揮使を世襲することとされた。洪武4年（1371年）、参将として傅友徳らに従って夏を平定し、成都の留守をつとめた。大都督府同知に転じた。
洪武5年（1372年）、山東の兵を率いて李文忠に従い応昌に進出した。翌年、北平に移鎮した。李文忠の北伐にあたって、文輝は兵を率いて居庸関を巡察したが、病のため召還された。洪武9年（1376年）6月、死去した。享年は36。滁州の東の沙河上に葬られた。
子の何環は成都護衛指揮使となったが、北方遠征中に陣没した。